# Шекер Ахмет Паша
Шекер Ахмет-паша (нар. 1841 - 5 травня 1907) — османський живописець, солдат і чиновник. Його справжнє ім'я — Ахмет Алі. Шекер Ахмет Паша народився в районі Ускюдара Стамбула. Він вступив до медичної школи в 1855 році. Перш ніж закінчити медичну освіту, він перейшов до Військової академії. Шекер Ахмет Паша вдосконалив свої навички живопису за допомогою анатомії та уроків перспективи, які отримав в школі Гарбіє. Султан Абдул-Азіз фінансував його навчання в Парижі, де Шекер Ахмет Паша пропрацював сім років у майстернях Жан-Леон Жерома та Густава Буланже.

## Традиція малярів Паші
Перед висвітленням історії, важливо вміти правильно позиціонувати життя Шекер Ахмета-паші; можна розглянути структуру мистецького середовища, в якому він виріс. У його руці, дійшли певного рівня і Османська імперія "в образотворчому живописі, або Школа Ендерун" також виростали, як дервіші релігійних вчень, таких як теорія і практика корпоративної структури в реалізації муралістів. Нововведення, яке потрапило на порядок денний із оголошенням Танзимата,— це рух, що поширюється від османської еліти до громадськості. Саме тому маляри, які  виросли у другій половині 19 століття, здебільшого були із солдатів та отримали назву маляр-паша. Відкриття таких навчальних закладів, як Земельна школа Топчу, відправлення талановитої молоді до закордонних країн - особливо Франції - спричинило такий результат. Таким чином, західне розуміння живопису увійшло в мистецтво Туреччини (Güvemli, 1975).

## Життя
Його справжнє ім'я — Ахмет Алі. Він вступив до медичної школи в юному віці. Завдяки майстерності живопису його призначили помічником вчителя живопису в цій школі. Потім він закінчив школу і пішов у Гарбіє. Коли він привернув увагу Абдулазіза, його відправили до Парижа на освіту з живопису (1864). Спочатку він продовжив у Мектеб-і Османі. Потім Шекер Ахмет Паша перейшов до Паризької академії образотворчих мистецтв і взяв уроки у таких викладачів, як Г. Буланже та Дж. Л. Гером. Його картини були виставлені на виставці Паризького міжнародного ярмарку (1867). Його картини були прийняті до Салону (1869, 1870) Абдулазіз побачив картини на виставці під час своєї європейської подорожі та доручив Ахмету Алі вибрати та сфотографуватися. Ахмет Алі, який закінчив Академію в 1870 році, виграв премію в Римі і був відправлений до Риму на три місяці. Повернувшись до Туреччини, він був призначений викладачем мистецтва в Художню школу в Султанахметі (1871). Після довгих підготовки та навчання йому вдалося відкрити виставку живопису, що складається з творів турецьких та зарубіжних живописців у Мектеб-і-Санаї в Султанахметі (27 квітня-1873). Ця виставка була першою виставкою живопису, відкритою в Османській імперії. Другу виставку він відкрив 1 липня 1875 р. У Çemberlitaş, сьогодні у залі будівлі музею преси у Дарюльфюну. Ця виставка включала власні картини, твори інших турецьких живописців, переважно твори християнських та зарубіжних живописців. Екер Ахмет-паша був призначений до верховенства султана, отримавши оцінку Абдулазіза. Під час виконання цього обов'язку він відійшов від пейзажних знімків і зробив натюрморти у своєму особняку (майстерні) у Меркан, Стамбул. У 1884 році він отримав звання Мірліва (бригадний генерал) і 1890 р. Ферік (генерал-майор). Помер 5 травня 1907 року. Його тіло було поховано в мавзолеї Соколлу Мехмеда-паші в районі Еюп.

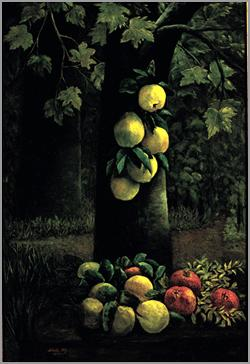
Натюрморт

## Значення

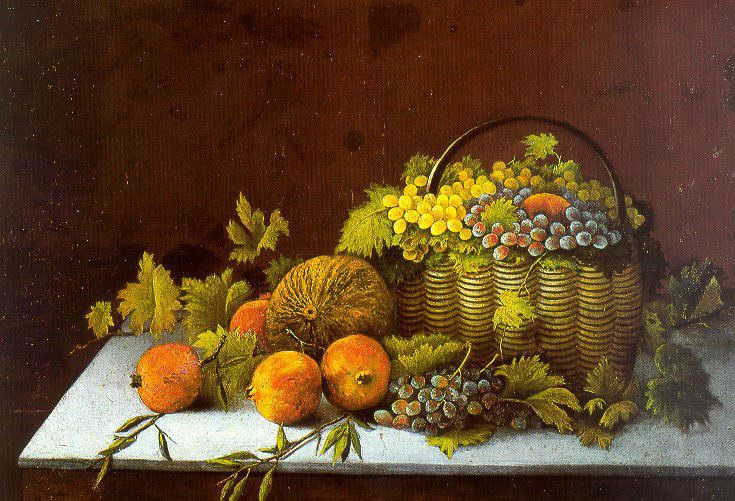

Шекер Ахмет-паша вважається одним із наріжних каменів сучасного турецького живопису. Його внесок у стилі пейзажу у всьому світі є продуктом інтерпретації художником взаємовідносин між глибиною та атмосферою. Ліризм, який коштував Шекеру Ахмету Паші розуміння порядку, врівноважується унікальною геометрією схем. У роки коли жив Шекер Ахмет-паша сталося багато  політичних та соціальних подій, але можна помітити що подібні події не стосувалися творів Паші. Це свідчить про те, що він був художником, який звернув погляд на природу як спостерігач, замкнутий на суспільство, в якому він жив, жив лише у своєму внутрішньому світі і підтримував це ставлення протягом усього життя (Güvemli, 1975).
У роки життя в Парижі в муніципалітеті Барбізона,  Шекер Ахмет Паша виступав за живопис на свіжому повітрі. Поїхав до Риму в 1870 році, а в Стамбул повернувся в 1871 році. Продовжуючи військову кар’єру, він також малював. Виставка, відкрита в Султанахметі 27 квітня 1873 року, була охарактеризована в літературі як перша виставка  художника з турецького живопису.
Шекер Ахмет Паша славиться своїми роботами в стилі натюрморту. Важлива частина його картин знаходиться в Стамбульському та Анкарському музеях живопису та скульптури, музеї Сакипа Сабанджи та деяких приватних колекціях.

## Основні твори
- Натюрморт з кавуновими скибочками та виноградом
- Косулі серед дерев
- Магнолія та фрукти
- Інструктори
- Вид
- Замок на пагорбі
- Вітрильники